# ジュノー (探査機)
ジュノー（Juno）は、中規模の太陽系探査を行うニュー・フロンティア計画の一環として2011年8月5日に打上げられたNASAの木星探査機である。当初の打上げ予定は2009年6月であったが、予算の都合により延期された。2016年7月5日には木星の極軌道への投入に成功した。今後は木星組成、重力場、磁場、極付近の磁気圏の詳細な調査を行う予定である。
ジュノーには、木星の衛星を発見したことで知られるイタリアの天文学者ガリレオ・ガリレイを記念するプレートと、ローマ神話の神ジュピターとその妻ジュノー、およびガリレオを模したLEGO人形3体が搭載されている。

## 概要

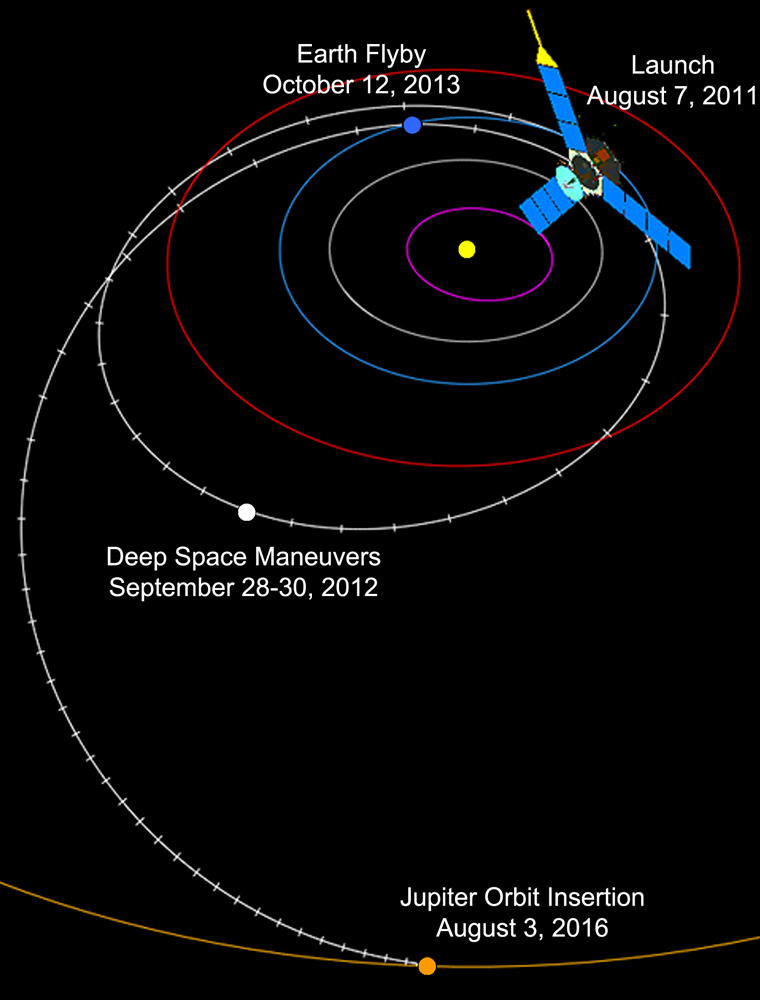
ジュノーの飛行経路。

ジュノ―は2005年6月9日にニュー・ホライズンズに続くニュー・フロンティア計画の一環として採択された木星探査を行う宇宙探査機である。木星の調査はこれまで多く望まれていたが、一度も承認されていなかった。また類似している探査計画も採択されることはなかった。より探査内容が限定された内部構造と木星の内部動的進化（INSIDE Jupiter）案のエウロパオービターは2002年に中止された。最大の調査規模であったこのミッションは2000年代初頭に進行中であったが、資金の問題によりESAのJUICEに変更された。
ジュノーは2011年8月5日、アトラスVロケットで打上げられた。
2012年8月30日、地球スイングバイへ向けた最初の軌道修正が行われたが、エンジン噴射後に推進剤の圧力が想定より高くなるトラブルが発生したため2度目の軌道修正を延期した。10日後の同年9月14日に2度目の軌道修正が行われた。2013年10月9日、ジュノーは地球表面から558 kmまで接近し、スイングバイで時速12万6000 kmから時速14万 kmに加速した。最接近の10分後ジュノーは何らかの故障を検知してセーフモードとなり10月11日までこの状態が続いたが、軌道変更自体は成功しジュノーは木星へ向かう軌道に乗った。2016年7月5日に木星周回軌道へ入った。53日間の軌道を3度周回し、2016年12月11日にサイエンス軌道と呼ばれる14日間の極軌道に入る予定であった。しかし、ジュノーメインエンジンに問題があると懸念されたため、12月11日の軌道投入を中止し、ジュノーは木星探査活動を53日間の軌道上で行うこととなった。今回のミッションは、木星起源と進化を明らかとすることで、太陽系の始まりについての理解を深めることが目的とされている。
2017年2月18日、NASAはジュノーが同年2月2日に木星南極上空を通った際に撮影した木星の写真を公開した。
ジュノ―は木星での37回の周回を終え、2018年2月に終了する予定であったが、NASAは2021年7月までのジュノー運用期間延長を承認した。現在、ジュノーには運用終了からデータ解析を含めたミッション終了の2022年までの資金が提供されており、これによってジュノーは主要な科学目的を達成することが出来る 。ジュノーは、任務を終えた際意図的に木星大気圏へ突入させ処分することとなっている。これは、ジュノーに付着している地球の微生物を生命存在の可能性があると考えられるエウロパへ持ち込み、エウロパ環境を汚染してしまう危険性を排除するためである。

## 年譜
- 2011年8月5日：アトラスVロケットで打上げ。
- 2012年
  - 8月30日：地球スイングバイへ向けた1回目の軌道修正[2]。
  - 9月14日：地球スイングバイへ向けた2回目の軌道修正[3]。
- 2013年10月9日：地球スイングバイ[4]。
- 2016年7月5日：木星の極軌道に入る。
- 2017年2月18日：ジュノーが撮影した木星の写真がNASAによって公開。
- 2021年6月8日：ガニメデへ接近し、フライバイ探査[10]。
- 2021年7月30日：軌道を離脱させ木星の大気圏に突入させて処分予定[11]。
- 2025年9月：最長でこの頃まで再延長で観測が続けられる予定[12]。

## 観測内容
ジュノ―の主な観測内容は以下の通り。
- 木星大気深部より発せられる熱放射から酸素と水素の比率を観測し、木星の水の量を測定する。木星形成と太陽系を結び付ける有力な説を区別するのに役立つ。
- 木星の核の質量をより正確に推定することで、木星形成と太陽系を結び付ける有力な理論を区別するのにも役立つ。
- 木星の重力場を正確にマッピングし、木星内部の質量分布を評価する。
- 木星の磁場を正確にマッピングし、磁場の起源と構造、そして磁場が木星内部のどれ程の深さで作られているかを評価する。この実験は、ダイナモ理論の基礎物理学の理解にも役立つ。
- 全緯度の100 バール（10 MPa; 1,450 psi）をはるかに超える圧力に対する大気組成、温度、構造、雲不透明度、ダイナミクス変化をマップ化する。
- 木星極磁気圏とオーロラの三次元構造を特徴付け、探査する。[14]
- 木星の角運動量に起因するレンズ・サーリング（英語版）歳差運動としても知られる軌道上の慣性系の引きずりの測定[15][16]や、木星の自転に繋がる一般相対性理論の効果の新しいテストを行う。[17]

## 観測機器
ジュノ―の科学的目標は搭載された9つの観測機器から得る情報によって達成される。
| 名称                         | 画像 | 英名 (略称)                                          | 概要 |
| ---------------------------- | ---- | ---------------------------------------------------- | --- |
| 磁力計                       |      | Magnetmeter (MAG)                                    | MAGは木星の内部構造と磁場について調べるための機器である。MAGは磁力線の強さと方向を測定するフラックス・ゲートセンサ2つと磁力センサーの向きを監視するAdvanced Stellar Compass(ASC)で構成されている。MAGは他の観測機器からの磁場の干渉を防ぐため、太陽パネル先端に取付けられている。 |
| マイクロ波放射計             |      | Microwave radiometer (MWR)                           | MWRは木星の大気の構造、動きのでデータを得るために利用される機器である。また木星に含まれる水の量も測定している。この機器は6つのアンテナで構成されており、それぞれ600MHz, 1.2, 2.4, 4.8, 9.6,22 GHzの周波数帯で測定を行う。異なる周波数のマイクロ波放射を測定することにより、内部の様々な層を調べることができる。 |
| 重力測定装置                 |      | Gravity Science (GS)                                 | GSは木星重力場を測定し、木星の内部構造を明らかとする機器である。木星の内部構造の変化は木星の重力場に影響を与える。また、ジュノー軌道にも変化を及ぼし、木星へ近付くほどその変化は顕著となる。これを利用し、ジュノーは地球との通信の中で地球上に送信した信号と地球から送られてきた信号のずれにより重力を測定する。地球との通信ではXバンドとKaバンドが用いられている。 |
| エネルギー粒子検出装置       |      | Jovian Energetic Particle Detector Instrument (JEDI) | JEDIは木星の特定範囲内のエネルギー、角度、イオンの種類（水素・ヘリウム・酸素・硫黄）を検出する機器である。マイクロチャンネルプレートとフォイル層を利用した3つの同一の検出器で構成されている。400keV（キロ電子ボルト） - 500 keVの電子と200 - 1000keVのイオンを検出できる。 |
| オーロラ分布観測実験システム |      | Jovian Auroral Distributions Experiment (JADE)       | JADEは木星のオーロラを生み出す電子やイオンを検出するセンサーである。木星のオーロラを生み出すプロセスと木星磁気圏の3次元地図作成に役立てられる。4つのセンサーで構成されており、そのうち3つはジュノ―の取り巻く空間の電子を、残り1つは正に帯電する水素、ヘリウム、酸素、硫黄のイオンを識別する。高エネルギー帯を測定するJEDIに比べ、JADEは低エネルギー帯で測定を行う。 |
| 電波実験装置                 |      | Waves                                                | Wavesは電波とプラズマ波を研究するための機器である。この機器は木星の大気、磁場、磁気圏間の相互作用を解明し、木星のオーロラ発生機構を明らかにするように設計されている。50 Hz - 40 MHzの無線周波数、50 Hz - 20 kHzまでの磁場を検出する。ダイポールアンテナと磁気サーチコイルの2つの主要センサがある。 |
| 紫外線撮像スペクトロメーター |      | Ultraviolet Spectrograph (UVS)                       | UVSは木星のオーロラを赤外線で撮影する機器である。JADEやJEDIと組合わせることでオーロラ、大気に衝突する粒子、惑星全体の磁気圏との関係を理解するために利用される。UVSは70 - 200ナノメートルの波長範囲における紫外線光子に敏感に反応する。 |
| 赤外線オーロラマッピング装置 |      | Jovian Infrared Auroral Mapper (JIRAM)               | JIRAMは、木星のオーロラや大気を至近距離から観測するために設計された赤外線分光器である。地球の57倍の気圧である雲の上から50 - 70 ㎞の深さの大気を探査することが可能。ホスフィン、メタン、アンモニア、水を測定する。 |
| ジュノーカメラ               |      | JunoCam                                              | JunoCamはジュノーに搭載されているカラーカメラである。JunoCamは特に一般の人を対象にして搭載されており、ジュノーミッションの科学機器の1つとしては含まれない。JunoCamの広角カメラは1ピクセルあたり最大25 ㎞の解像度で撮影する。JunoCamで撮られた画像はジュノ―ミッションのWEBサイトで公開され一般の人がカラー画像に加工することが出来るようになっている。木星を取囲む高エネルギー粒子が電子機器に損傷を与え装置を停止せざるを得ないことが予想されていたが、2020年9月時点でも動作し続けている。 |

## 特徴

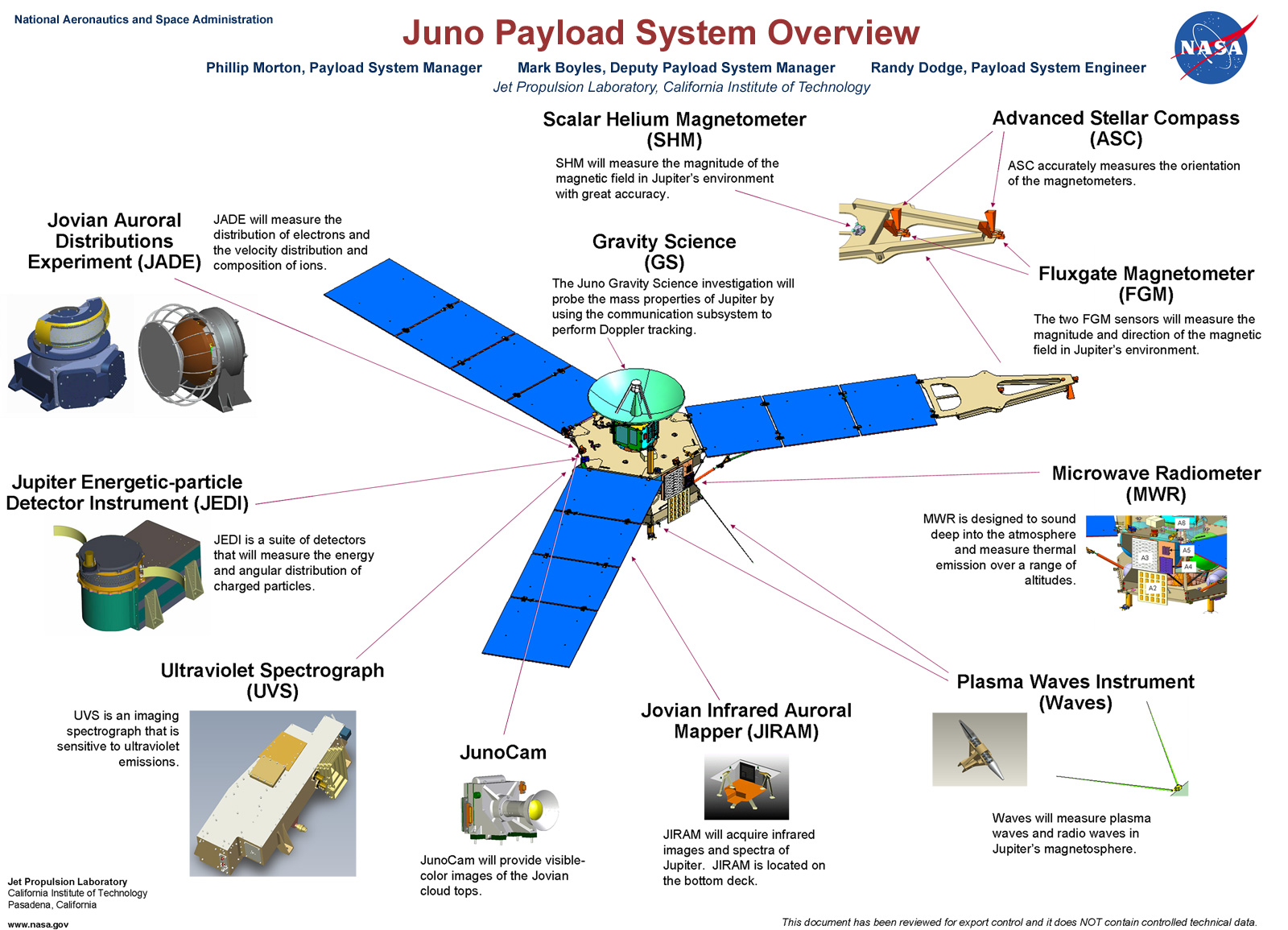
ジュノーの観測機器

木星以遠を調査する惑星探査機としては初めて、原子力電池（RTG）ではなく太陽電池パネルで電力を得るシステムを採用した。
木星軌道では地球軌道で得られる太陽エネルギーの4 %しか得ることが出来ないため、3枚の大型太陽電池パネルを展開して必要な電力を確保する。もし、地球軌道で使えば12 - 14 kWの電力が得られるが、木星軌道では486 Wの発電量となる。

## 画像

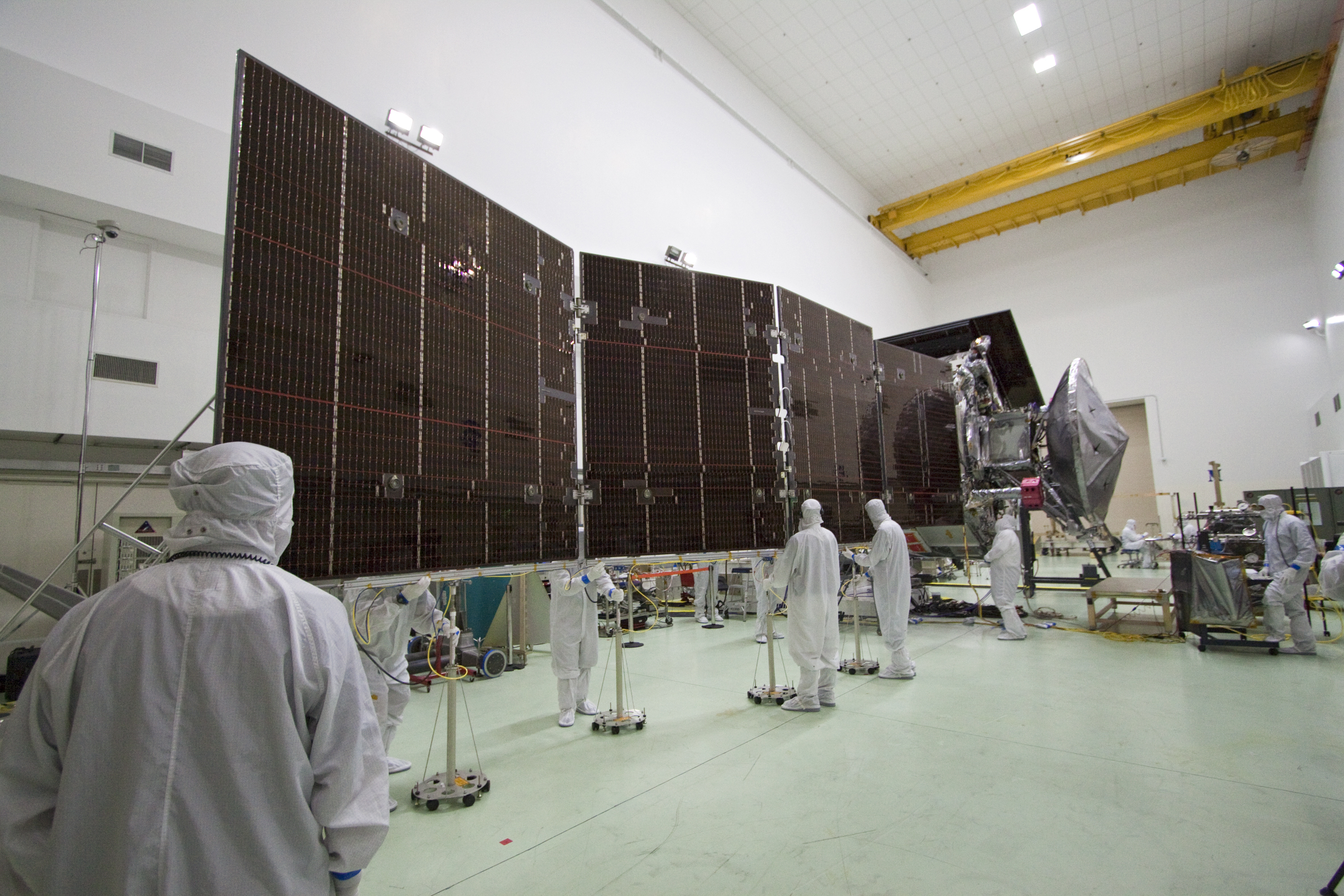
開発中のジュノー。
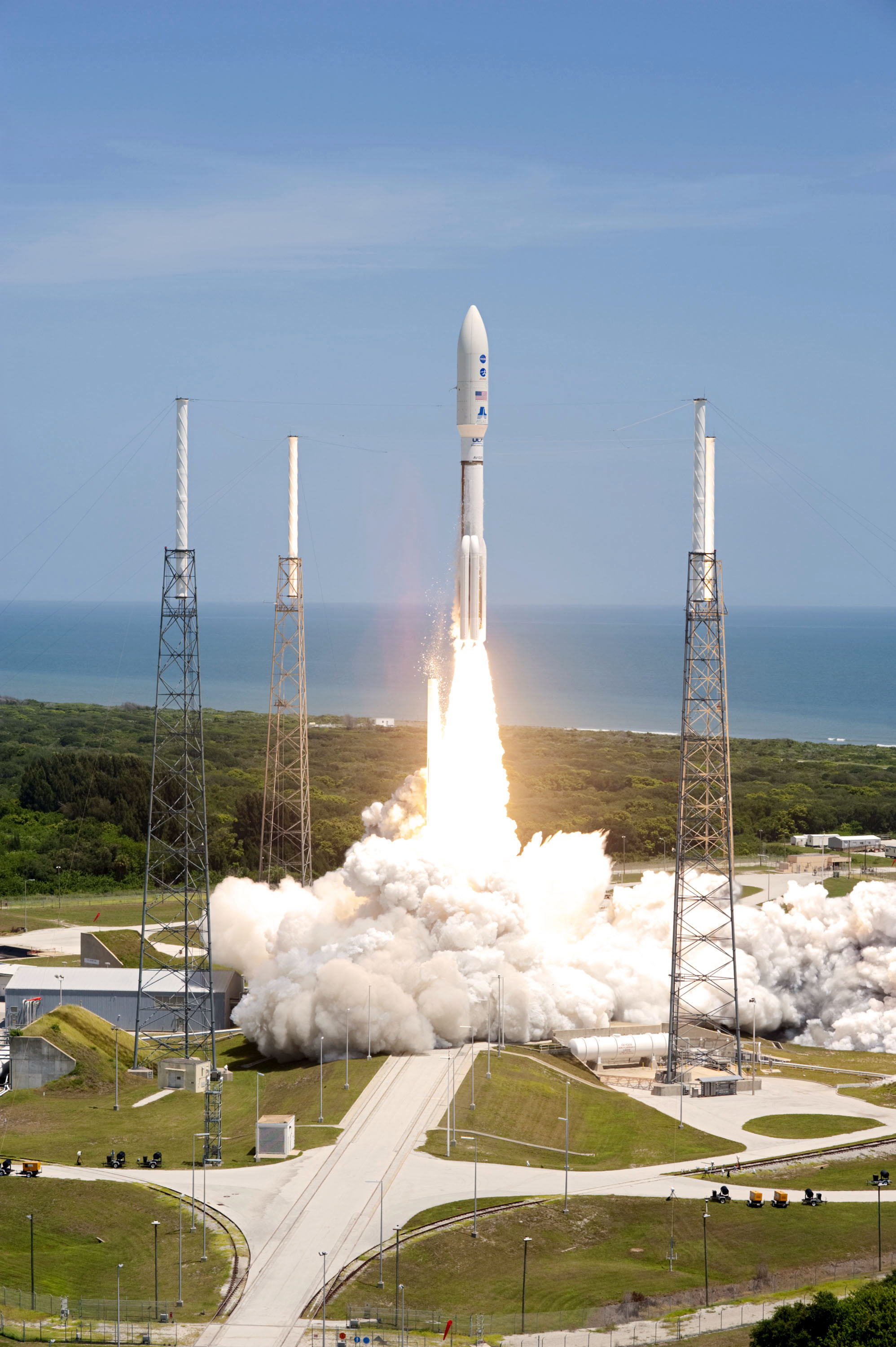
ジュノー打上げ。
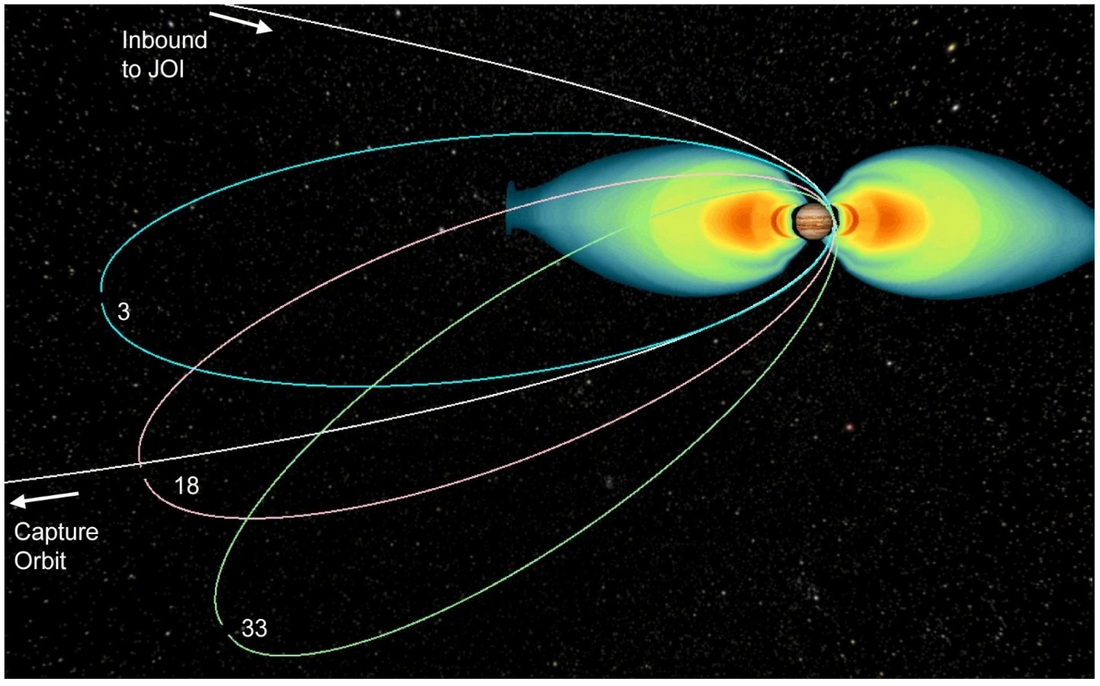
ジュノー観測軌道と木星放射線帯。
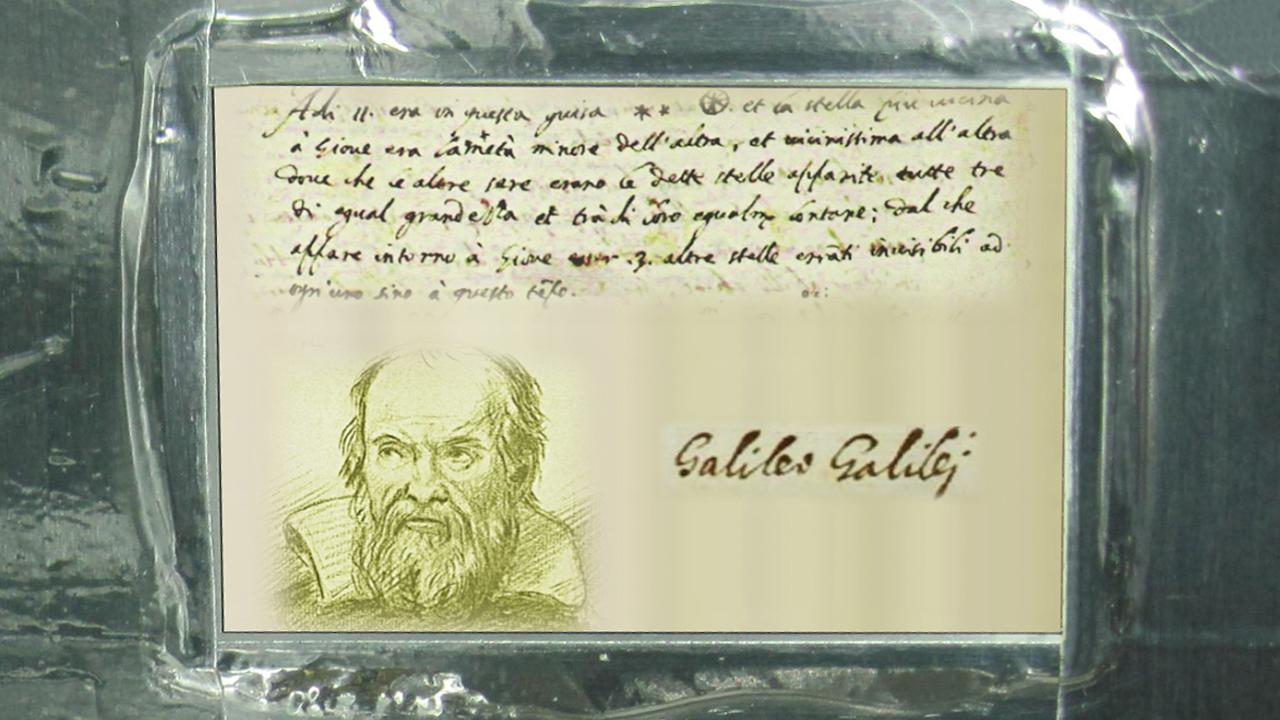
搭載されたガリレオ記念プレート。